# Hotel & Gastro Union

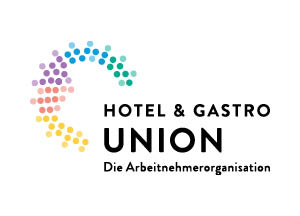
Logo der Hotel & Gastro Union (seit Herbst 2021)

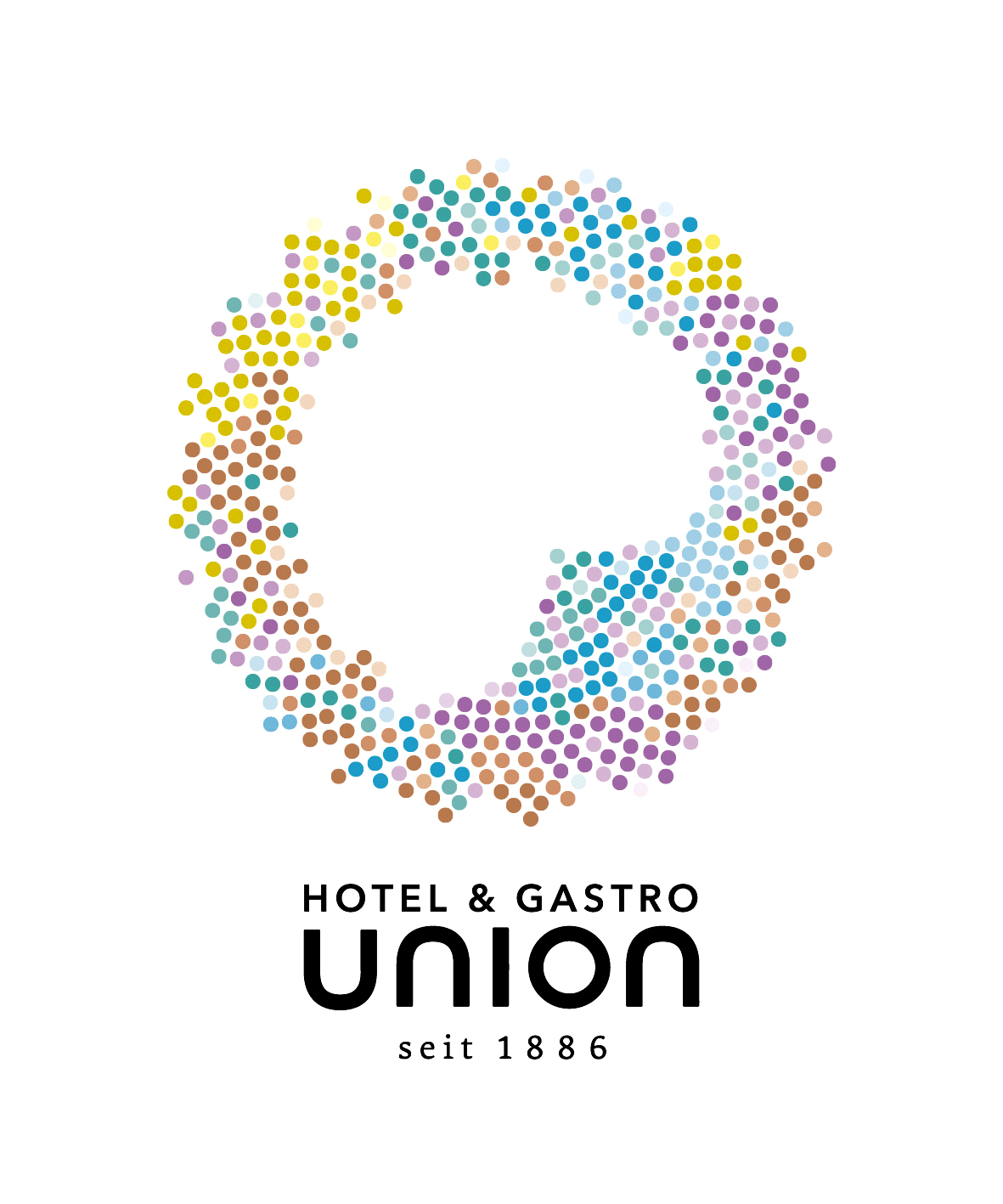
Altes Logo der Hotel & Gastro Union (bis Herbst 2021)

Die Hotel & Gastro Union mit Sitz in Luzern ist die grösste schweizerische Berufsorganisation der Hotellerie- und Gastrobranche sowie der Bäckerei-Konditor-Confiseur-Branche.

## Geschichte
Die Berufsorganisation ist am 8. Oktober 1886 in Luzern unter dem Namen Winkelried-Verein, Hülfs-Verein der schweizerischen Hôtelangestellten als Selbsthilfeorganisation gegründet worden. 1887 erfolgte die Namensänderung zu Union Helvetia, Schweizerischer Zentralverband der Hotel- und Restaurant-Angestellten (UH).
1918 wurde die Union Helvetia Gründungsmitglied der Vereinigung schweizerischer Angestelltenverbände (ab 2002 Travail.Suisse). Bei der Delegiertenversammlung vom 17./18. Oktober 2000 wurde der heutige Name Hotel & Gastro Union eingeführt.

## Organisation
Die Hotel & Gastro Union ist als Verein organisiert. Dieser hat seinen Sitz in Luzern, ist im Handelsregister eingetragen und hat knapp 22'000 Mitglieder.
Die Organisation setzt sich für Vernetzung, Bildung und Sicherheit in der Branche ein. Sie bietet Mitgliedern Weiterbildungskurse, Netzwerkanlässe, Fachwettbewerbe sowie Rechtsberatung und Rechtsschutz an.
Die Union ist Trägerorganisation der Hotel & Gastro formation, der paritätischen Berufsbildungsinstitution im Gastgewerbe, des Hotellerie Gastronomie Verlags, der 1909 gegründeten SHL Schweizerischen Hotelfachschule Luzern sowie des Art-déco-Hotels Montana in Luzern.
Das oberste Organ ist die Delegiertenversammlung, welche alle drei Jahre stattfindet. Der Zentralvorstand nimmt die strategische und politische Führung wahr sowie die Aufsicht über die Berufsverbände, die Regionen und die Geschäftsleitung. Dank Aufteilung in acht Regionen ist der Verband mit ihren fünf Berufsverbänden in allen Landesteilen präsent. Der Verband ist konfessionell neutral und parteipolitisch unabhängig.

## Berufsverbände
Die Berufsorganisation besteht aus fünf Verbänden:
- Schweizer Kochverband
- Berufsverband Service · Restauration Schweiz
- Berufsverband Hotellerie & Hauswirtschaft Schweiz
- Berufsverband Hotel · Administration & Management Schweiz
- Berufsverband Bäckerei & Confiserie Schweiz